# The Ways of Yore
A The Ways of Yore a norvég egyszemélyes zenekar Burzum tizenegyedik nagylemeze. 2014. június 2-án jelent meg a Byelobog Productions kiadó által.
Az album borítóján Gustave Doré metszete, a "Merlin és Vivien" látható.

## Háttér
2014. május 12-én Varg Vikernes feltöltött egy-egy fél perces előzetest minden számról a hivatalos YouTube csatornájára.
Az "Emptiness" és a "To Hel and Back Again" számok régebbi Burzum-dalok újra felvett verziói: a "Tomhet"-nek (Hvis Lyset Tar Oss album) és a "Til Hel og tilbake igjen"-nek (Fallen album).

## Számlista
Az összes szám szerzője Varg Vikernes. 
| #   | Cím                   | Hossz |
| --- | --------------------- | ----- |
| 1.  | God from the Machine  | 1:40  |
| 2.  | The Portal            | 2:19  |
| 3.  | Hail Odin             | 3:11  |
| 4.  | Lady in the Lake      | 4:39  |
| 5.  | The Coming of Ettins  | 4:36  |
| 6.  | The Reckoning of Man  | 7:56  |
| 7.  | Hail Freyja           | 1:56  |
| 8.  | The Ways of Yore      | 6:11  |
| 9.  | Ek fellr              | 2:54  |
| 10. | Hall of the Fallen    | 5:06  |
| 11. | Autumn Leaves         | 4:50  |
| 12. | Emptiness             | 13:13 |
| 13. | To Hel and Back Again | 10:44 |

## Közreműködők
- Varg Vikernes – zene, produkció

## Fordítás
Ez a szócikk részben vagy egészben  a   The Ways of Yore című angol Wikipédia-szócikk fordításán alapul.  Az eredeti cikk szerkesztőit annak laptörténete sorolja fel. Ez a jelzés csupán a megfogalmazás eredetét és a szerzői jogokat jelzi, nem szolgál a cikkben szereplő információk forrásmegjelöléseként.